# Бузето-Палиццоло
Бузето-Палиццоло (итал. Buseto Palizzolo) — коммуна в Италии, располагается в регионе Сицилия, подчиняется административному центру Трапани.
Население составляет 3170 человек, плотность населения составляет 44 чел./км². Занимает площадь 72 км². Почтовый индекс — 91012. Телефонный код — 0923.
Покровительницей коммуны почитается Пресвятая Богородица (Maria Santissima del Carmelo), празднование 16 июля.